# Akiyuki Shinbo
Akiyuki Shinbō (新房 昭之, Shinbō Akiyuki), né le 27 septembre 1961 dans la préfecture de Fukushima au Japon, est un réalisateur japonais d'animations japonaises. Il a commencé sa carrière comme Animateur de dessins animés en 1981 pour le studio Studio One Pattern. Il commença sa carrière de réalisateur en 1994 avec Metal Fighter Miku. Il est principalement connu et reconnu pour son travail au sein de Shaft depuis 2004.

## Biographie

### Débuts
Akiyuki Shinbō a commencé sa carrière après avoir été diplômé du "Tokyo Design Institute". Il commence par être animateur dans la série Urusei Yatsura. Il participe ensuite au sein du Studio Pierrot en tant que directeur d'unité sur la série Karakuri Kengouden Musashi Lord. En 1992, il produit également des storyboards pour YuYu Hakusho. Il commence sa carrière en tant que réalisateur en 1994 avec la série Metal Fighter Miku, produit par J.C.Staff. Il continue ensuite sa carrière en réalisant plusieurs OAVs, en commençant par Devil Hunter Yohko en 1995, suivi de Yuna Galaxy Fraulein en 1996, Debutante Detective Corps et Hurricane Polymar. Au cours de la même année, il a également réalisé Starship Girl Yamamoto Yohko, qui lui a ensuite permis de réaliser sa seconde animation sous forme de série en 1999. Il a ensuite été réalisateur pour Tatsunoko Productions  pour la série The Soultaker en 2001.

### Productions récentes
Akiyuki Shinbō a participé avec Seven Arcs dans la série Triangle Heart en 2003. Il a ensuite réalisé deux OAVs de Magical Girl Lyrical Nanoha. Dans la même année,  il a réalisé Le Portrait de Petit Cossette avec la société Daume et Tsukuyomi - Moon Phase avec Shaft. Il participe depuis aux productions de Shaft en tant que réalisateur, mais il ne produit quasiment jamais de storyboards pour ses réalisations récentes mis à part pour la première saison de Hidamari Sketch.

## Filmographie

### Réalisateur
- Metal Fighter Miku (1994)
- Devil Hunter Yohko (1995)
- Galaxy Fraulein Yuna (1996)
- Debutante Detective Corps (1996)
- New Hurricane Polymar (1996)
- Starship Girl Yamamoto Yohko (1996-1999)
- Detatoko Princess (1997)
- Twilight of the Dark Master (1997)
- Tenamonya Voyagers (1999)
- The SoulTaker (2001)
- Triangle Heart (2003)
- Le Portrait de Petit Cossette (2004)
- Tsukuyomi - Moon Phase (2004)
- Magical Girl Lyrical Nanoha (2004)
- Pani Poni Dash! (2005)
- Negima!? (2006)
- Hidamari Sketch (2007-2008)
- Sayonara Zetsubō Sensei (2007-2009)
- Negima! (2008)
- Maria Holic (2009)
- Natsu no Arashi! (2009)
- Bakemonogatari (2009)
- Mahō Sensei Negima! : Mō Hitotsu no Sekai (2009)
- Dance in the Vampire Bund (2010)
- Arakawa Under the Bridge series (2010)
- Soredemo Machi wa Mawatteiru (2010)
- Puella Magi Madoka Magica (2011)
- Denpa Onna to Seishun Otoko (2011)
- Katte ni Kaizo (2011)
- Maria Holic S2 (2011)
- Nisemonogatari (2012)
- Kizumonogatari
- Nekomonogatari (noir) (2012)
- Monogatari: Seconde saison (2013)
- Madoka rebellion (2013)
- Hanamonogatari (2014)
- Tsukimonogatari (2014-2015)
- March Comes in like a Lion (2016-2018)

### Directeur d'unité
- Karakuri Kengouden Musashi Lord (1990)
- Marude Dameo (1992)
- Yū Yū Hakusho (1992)
- Kyōryū Wakusei (1993)
- Montana Jones (1994)
- Ninku (1995)
- Midori no Makipaō (1996)
- La Légende de Zorro (1996)

### Storyboard
- Yū Yū Hakusho (1992)
- Galaxy Fraulein Yuna (1995)
- La Légende de Zorro (1996)
- Saber Marionette J (1996) [Film d'ouverture]
- Saber Marionette J Again (1997) [Film d'ouverture]
- Saber Marionette J to X (1998)
- Tatsunoko Fight (2000) [Film d'ouverture]
- Denkō Sekka Volter (2000) [Film d'ouverture]
- The God of Death (2005) [Film d'ouverture]